# 's-Heer Abtskerke
's-Heer Abtskerke es una localidad del municipio de Borsele, en la provincia de Zelanda (Países Bajos). Está situada unos 19 km al este de Middelburg.
Hasta 1970 tuvo municipio propio.